# Pierre Hanon
Pierre Hanon (Brussel·les, 29 de desembre de 1936 - ?, 13 d'octubre de 2017) fou un futbolista belga de la dècada de 1960.
Fou 48 cops internacional amb la selecció belga de futbol, entre 1958 i 1969. Pel que fa a clubs, defensà els colors del RSC Anderlecht, on jugà més de 15 temporades, i del Club Brugge.